# Кувалаяпіда
Кувалаяпіда (*гінді कुवलयपीड, д/н — після 761) — самраат Кашмірської держави в 760—761 роках.

## Життєпис
Походив з династії Каркота. Син самраата Муктапіди і Камаладеві. Усі відомості про нього містяться в «Раджатарангіні» Кальхани. Посів трон 760 року. Невдовзі стикнувся з заколотом брата Ваджрадітьї.
Ймовірно внаслідок зради міністра змушени був зректися влади, панувавши 1 рік і 1 місяць. Зрікся матеріального світу, перебрався житти до Священого лісу аскетом, де досяг сіддхи.